# 바르메나
바르메나(공동번역), 바메나(개신교), 파르메나(가톨릭)은 일곱 보조자의 한 명으로, 소아시아지방에서 복음을 전했을 것으로 여겨진다. 바르메나는 98세에 트라야누스 황제로부터 순교당했다고 전해진다.
전승에 의하면 그는 솔리(Soli)의 감독이었다고 전해지는데, 일부는 이 지역을 키프로스의 솔리로, 다른 사람들은 실리시아의 솔리로 비정한다.

## 내용주
1. ↑  Saint Parmenas 보관됨 2009-03-17 - 웨이백 머신 Patron Saints Index
2. ↑  McBrien, Richard P. (2009). 《The Pocket Guide to the Saints》. 298쪽.
3. ↑  Beers, V. Gilbert (1996). 《The Victor Journey Through the Bible》. 350쪽.